# Bactrocera dispar
Bactrocera dispar
 es una especie de díptero que Hardy describió por primera vez en 1982. Bactrocera dispar pertenece al género Bactrocera de la familia Tephritidae.